# Nicolaas Beets
Pour les articles homonymes, voir Beets et Hildebrand.
Nicolaas Beets était un écrivain, poète, prédicateur et théologien néerlandais, né le 13 septembre 1814 à Haarlem et mort le 13 mars 1903 à Utrecht. Il a également utilisé le pseudonyme de Hildebrand.

## Biographie
Nicolaas Beets était le fils d'un pharmacien. Entre 1833 et 1839, il était étudiant en théologie à l'université de Leyde. Il a obtenu son doctorat en 1839.
En 1840, Beets est nommé pasteur de l'Église réformée néerlandaise à Heemstede. La même année, il a épousé Aleida van Foreest. Pendant son pastorat à Heemstede, il y a fondé une école élémentaire, qui existe toujours et qui porte maintenant son nom. En 1854, il est nommé à Utrecht. De 1874 à 1884, il fut professeur à l'université d'Utrecht, où il enseignait l'histoire du christianisme.
Son œuvre la plus connue est la Camera obscura, un recueil de nouvelles et de récits publié sous le pseudonyme de Hildebrand quand il était étudiant. La première édition est parue en 1839. Durant les années suivantes, il continuait à ajouter des récits à ce recueil, qui n'a été achevé définitivement qu'en 1851.
Beets est mort à Utrecht, à 88 ans, des suites d'une hémorragie intra-cérébrale.

## Source
- (nl) Cet article est partiellement ou en totalité issu de l’article de Wikipédia en néerlandais intitulé « Nicolaas Beets » (voir la liste des auteurs).